# Rajna (Band)
Rajna ist eine französische Band, die Weltmusik mit Neoklassik, Heavenly-Voices-Gesang und sphärischer Musik verbindet. Die Sängerin ist Jeanne Lefebvre. Ihr Mann, Fabrice Lefebvre, zeichnet für die Komposition verantwortlich. Dazu nutzt er zahlreiche Ethno-Instrumente sowie elektronische Klangerzeuger.
Gegründet wurde das Projekt 1997 von Fabrice Lefebvre, Jeanne Lefebvre und Gerard Chambellant, der die Band mittlerweile verlassen hat. Rajna hat zahlreiche CDs veröffentlicht.

## Diskografie
- 1998: Iklesia (Eigenverlag)
- 1999: Ishati (Prikosnovénie)
- 1999: Yahili (Holy Records)
- 2001: The Heady Wine of Praise (Holy Records)
- 2002: The Door of Serenity (Holy Records)
- 2004: Hidden Temple (Holy Records)
- 2005: Black Tears(Best of) (Holy Records)
- 2006: Otherwise (Holy Records)
- 2008: Duality (Holy Records)
- 2010: Offering (Equilibrium Music)